# Рифаия
Рифа́ия (араб. الرفاعية‎) — один из самых древних суфийских тарикатов, основанный Ахмадом ар-Рифаи в XII веке. Орден получил наибольшую известность на арабском среднем востоке благодаря экзорцистским практикам изгнания злых духов посредством зикра.

## История
Своё название тарикат получил от имени его основателя Ахмада ар-Рифаи. Его последователей иногда называют ахмадитами и батаихитами. Ахмад ибн Али ар-Рифаи (ум. в 578/1182) был правоведом шафиитского мазхаба. Он жил в Батаихе на юге Ирака. Его первыми учителями в суфизме были дядя Мансур аль-Батаихи и Али аль-Васити. Ахмад написал нескольких сочинений.
Последователи этого духовного пути проживают на Ближнем Востоке, Египте, Анатолии и Балканах и многих регионах мусульманского мира. О рифаитах сообщал известный арабский путешественник Ибн Баттута.

## Учение
Борьбу с человеческими недостатками и страстями рифаиты проводят произнесением зикров. Практика уединения и затворничества (хальва) у них продолжается сорок дней и семь дней, если это затворничество-мухаррамия, совершаемое в месяц мухаррам. Во время уединений мюриды часто совершают омовения (вуду), постятся (саум), отказываются от мясной пищи и находятся в тишине, где ничто не может отвлечь их от богослужения.
Рифаиты носят чёрную чалму, а на своих собраниях сидят на молитвенных ковриках. Они практикуют пение громких зикров в сопровождении игры на литаврах и бубне. По свидетельствам Ибн Баттуты во время зикров рифаиты бывают невосприимчивы к огню, могут жевать стекла и играть со змеями.
Тарикат имеет несколько ветвей: сайядитов, кайялитов, нуритов, иззитов, фанаритов и бурханитов.